# 謝達
谢达（14世纪？—1404年），明朝驸马都尉，凤阳人，明太祖第十五女汝阳公主的丈夫。
谢达父谢彦，年少时为孤儿，养育在外公孙家，冒姓孙氏。谢彦多次从征讨有功，官至前军都督府佥事，明太祖下诏命他恢复谢姓，洪武二十七年七月廿七日（1394年8月23日），汝阳公主下嫁谢达，有玉带勒马之赐。洪武三十年（1397年）三月十一，明太祖派遣驸马都尉谢达往谕蜀王朱椿。永乐二年（1404年）十月廿五，驸马都尉谢达逝世。